# Todirostre à cou rayé
Hemitriccus striaticollis
Espèce
Statut de conservation UICN

 LC  : Préoccupation mineure
Le Todirostre à cou rayé (Hemitriccus striaticollis), aussi appelé Todirostre de Lafresnaye, est une espèce de passereaux de la famille des Tyrannidae,.

## Systématique et distribution
Cet oiseau est représenté par deux sous-espèces selon la classification de référence du Congrès ornithologique international (version 9.1, 2019) :
- Hemitriccus striaticollis griseiceps (Todd, 1925) : centre-ouest du Brésil (cours inférieur du rio Tapajós à l'est de l'État du Pará) ;
- Hemitriccus striaticollis striaticollis (Lafresnaye, 1853) : dans une zone allant du nord-est de la Colombie et du nord-est du Pérou au nord de la Bolivie et au centre et à l'est du Brésil[1],[2],[4].